# Кіборги (комікс)
«Кіборги»  — серія українських коміксів, випуском займається громадська організація «Вірні традиціям» заснована діючими військовими, добровольцями та активістами з 2016 року. Створені на основі реальних спогадів бійців – захисників Донецького аеропорту.
Презентація коміксу проходила в закладах Книгарні Є в Івано-Франківську та Києві.

## Сюжет

### КІБОРГИ. Початок. Том І
“Кіборги. Початок. Том І” розповідає усю передісторію знаменитого Першого бою в Донецькому аеропорту очима бійців 3-го полку спецназу… Початок квітня 2014-го. Бійців 3-го полку спецназу підіймає бойова тривога. Літак уже чекає, але ніхто не знає, куди саме доведеться летіти. Крим? Ростов? Минає година й хлопці опиняються в Донецькому аеропорті. Їхнє завдання – охороняти летовище… Російські агенти (типу #мірнаєнасєлєніє) влаштовують постійні провокації, проте спецназівці тримаються й не відповідають, адже усвідомлюють ціну “першої крові”, але за деякий час, 26 травня, доведеться обирати: ми або вони…

### Кіборги. Легенда про непереможених. Том 1
Після крутого переможного Першого Бою за ДАП для охорони величезного аеропорту імені С. Прокоф’єва було залишено лише 15 спецпризначенців легендарної “трійки” та 15 “богів війни” героїчної 25 бригади. І на підсилення оборони стратегічного у всіх відношеннях аеропорту, як переднього флангу фронту на Донецькому напрямку, літаками було перекинуто біля 100 військовослужбовців 72 бригади, які на той момент і гадки не мали, куди саме вони залітають… 

### КІБОРГИ. Незламні: місія – ДАП
Кілька Добровольців 93-ї бригади намагаються заїхати в Донецький аеропорт “дорогою смерті”, але щоразу потрапляють в найнеймовірніші ситуації, коли ворог робить усе, аби знищити безстрашних Кіборгів, щоб ті не доїхали до аеропорту, де їх чекають Побратими… Ми знайомимося з дивною сумішшю жартів та подій невигаданої і зовсім негібридної війни, а також з реальними Героями України, котрі й зараз продовжують захищати нашу Неньку, і з тими Побратимами-Кіборгами, котрі уже не з нами…

### Кіборги. Пастка
Одна з тих історій ДАПу, яка відома, звісно, лише “своїм”. Історія одного дня початку осені 2014-го, коли група спецпризначенців 3 полку отримує завдання виїхати за межі аеропорту на допомогу бійцям батальйону “Дніпро-1” і потрапляє в жорстку подвійну засідку. На допомогу їм виходить група 156-го зенітно-ракетного полку ПВО, щоб також втрапити у власний бій, з якого живими, здавалося, уже не вибратися… 

### Кіборги. В ОБЛОЗІ. Том 2
Ця невипадкова і надзвичайно знакова для сучасного витка російсько-української війни історія почалася 17 січня 2015-го в самому ДАПі. Частина бійців добробату “Донбас”, які в повному складі перейшли в 93 бригаду і склали її 6 роту, – отримали наказ на штурм Донецького летовища…
…Випробування в стилі психологічного трилера з елементами “чорного” військового гумору у глибокому донецькому тилу ворога, перегони з небезпекою в, здавалося би, повній безнадії, а ще – “живі” діалоги від самих Воїнів, несподівані повороти сюжету з дотриманням тайм кодів та реалістичних локацій, переживання за долю важкопоранених.

### Кіборги.ССО України. Перший відбір.
… У всі часи московська орда, як ворог, який один і той самий протягом століть, – намагається знищити нас тотально… З нашими неповторними мовою, піснею, духовністю, а ще – свідомістю і національною та історичною пам’ятю… І щоразу українці, як нація найкрутіших Воїнів та Охоронців Світла, піднімаються, організовуються і дають потужну відсіч…
Хтось називає це ходінням по колу, або відсутністю когось чи чогось… Ми не претендуємо на думку останньої авторитетної інстанції, але саме для всіх скептиків, а ще – для всіх, хто нас любить, – ми з радісним передчуттям справжньої несподіванки готуємо особливий і дуже знаковий випуск…
Унікальна історія становлення реальних Сил Спеціальних Операцій Збройних Сил України… Невідома на загал знакова сторінка історії становлення нової військової Еліти Еліт нашої Неньки… Початок історії Команди Команд, яка вже змінила сучасну історію Української держави і продовжує це робити до сьогодні…

### КІБОРГИ. Битва за Київ. Гостомель. Вступ
Локація: Україна. Київ
Зведена група спецпризначенців Головного Управління Розвідки МО України і 3 окремого полку Сил Спеціальних Операцій України отримує завдання за будь-яку ціну заблокувати усі підходи до столиці в районі Гостомеля.
Біля Гостомельського склозаводу кілька десятків українських спецпризначенців організовують досконалу пастку…